# Ryan Miller (hockeista su ghiaccio)
Ryan Miller (East Lansing, 17 luglio 1980) è un hockeista su ghiaccio statunitense professionista che gioca nel ruolo di portiere. Dalla stagione 2014-15 gioca nella National Hockey League con la squadra dei Vancouver Canucks. È il fratello maggiore di Drew Miller, anch'egli giocatore di hockey.

## Carriera

### Club

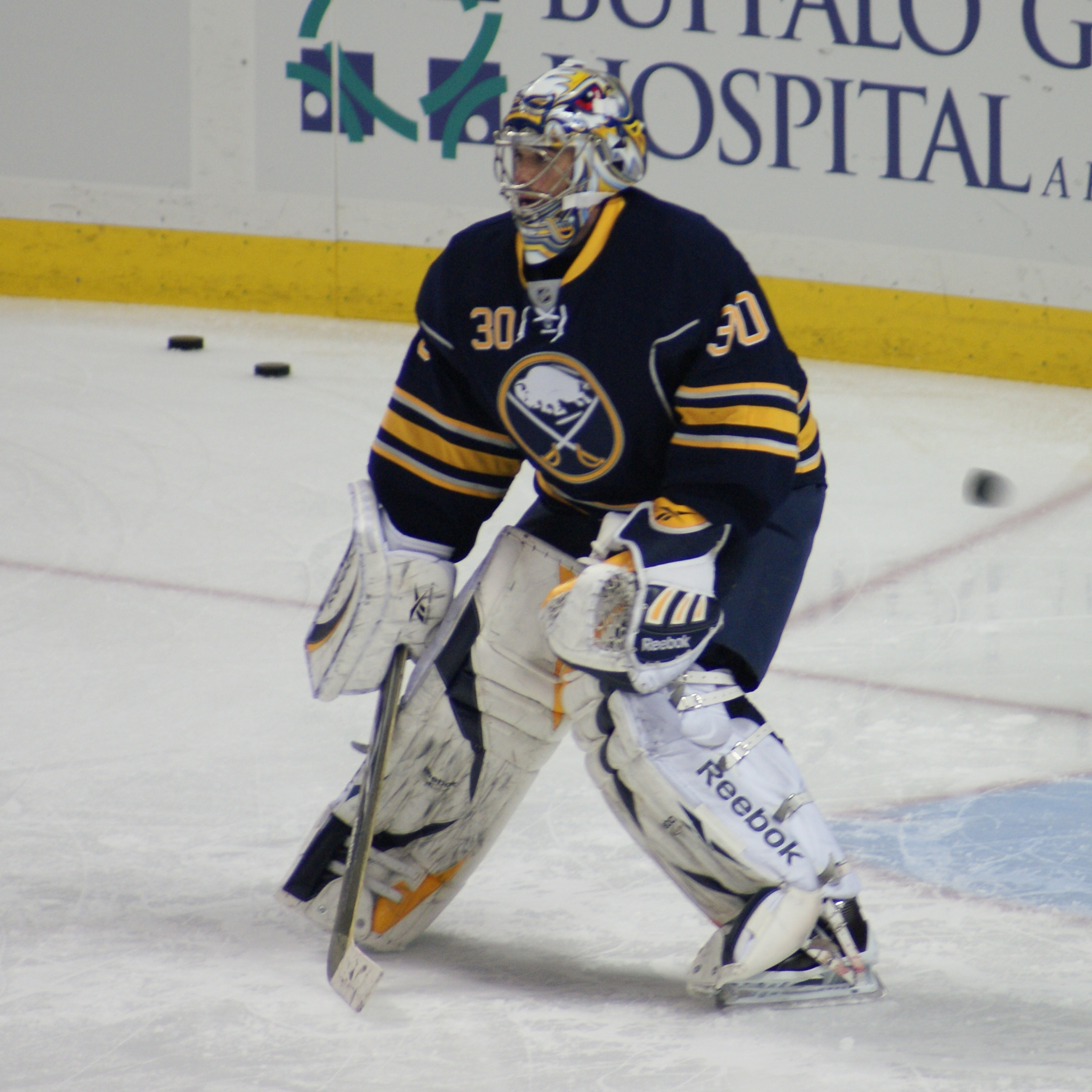
Miller con la maglia dei Buffalo Sabres nel 2010

Giocando per l'Università del Michigan, stabilì il record di shutout in NCAA (26) e nel 2001 vinse l'Hobey Baker Awards come miglior atleta universitario.
Nel 2002 fu scelto per la National Hockey League dai Buffalo Sabres, che lo mandarono a fare esperienza in AHL con i Rochester Americans, pur riuscendo a giocare 15 partite in NHL. Nella stagione 2004-2005, a causa del Lock-Out, giocò solo per gli Americans, con cui raggiunse il precedente record di vittorie in regular season (41) di Gerry Cheeves. Fu inserito nel primo All-Star Team e vinse l'Aldege "Baz" Bastien Memorial Award come miglior portiere della lega.
Negli anni successivi si impose come titolare della squadra di Buffalo. Nella stagione 2006-2007 fu nominato portiere titolare della Eastern Conference per l'All-Star Game, in cui giocò il primo periodo, subendo tre gol (la partita terminò con una sconfitta per 12-9). La sua miglior stagione rimane la 2009-2010: in essa, Miller vinse 41 delle 69 gare disputate, subendo 150 gol (media di 2,22 gol subiti a partita ed una percentuale di parata del 0,929) e ottenendo 5 shutout, vincendo così il Vezina Trophy come miglior portiere della lega. Tuttavia, i Sabres, seppur vincitori della Northeast Division, furono eliminati nel primo turno di playoff dai Boston Bruins.
Il 4 febbraio 2012 ha superato Dominik Hašek per numero di vittorie con i Sabres raggiungendo quota 235, grazie al 4-3 agli shootout in casa dei New York Islanders. Il 26 aprile 2013 è diventato il dodicesimo portiere capace di giocare 500 partite in NHL con la stessa maglia; il traguardo è stato toccato in occasione della gara vinta per 2-1 in overtime contro i New York Islanders, in cui ha parato 31 tiri.
Il 1º marzo 2014 lasciò Buffalo per trasferirsi ai St. Louis Blues insieme a Steve Ott in cambio di Jaroslav Halák, Chris Stewart e una scelta al Draft. Due giorni dopo, debuttò in una vittoria per 4-2 contro i Phoenix Coyotes.
Il 1º luglio, rimasto svincolato, firmò per i Vancouver Canucks. Con la vittoria del 28 ottobre contro i Carolina Hurricanes (4-1), Miller divenne il 30° portiere a raggiungere le 300 vittorie in NHL.

### Nazionale
Miller fu convocato dagli USA per le Olimpiadi Invernali 2006 di Torino, ma non scese mai in campo. Fu invece titolare in quelle del 2010 a Vancouver, in cui la sua nazionale giunse fino in finale, dove venne battuta per 3-2 dal Canada; nonostante ciò, fu nominato miglior giocatore del torneo.

## Palmarès

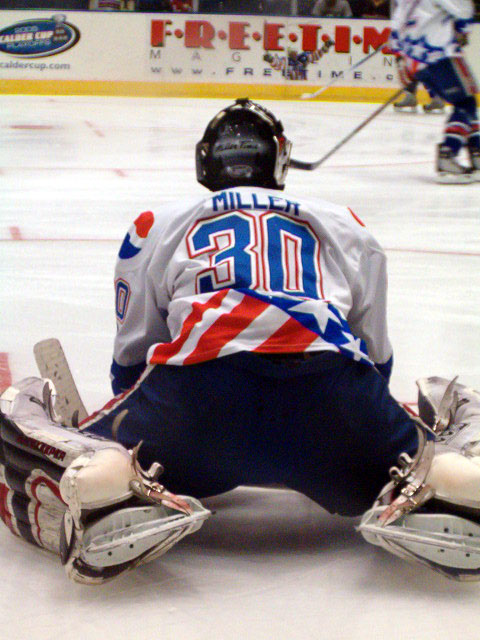
Miller con la maglia dei Rochester Americans

### Club
- NCAA Central Collegiate Hockey Association: 2

Michigan State: 1999-2000, 2000-2001

### Individuale
- Vezina Trophy: 1

2009-2010
- NHL Foundation Player Award: 1

2009-2010
- NHL First All-Star Team: 1

2009-2010
- Aldege "Baz" Bastien Memorial Award: 1

2004-2005
- AHL First All-Star Team: 1

2004-2005
- MVP del Torneo olimpico di hockey su ghiaccio: 1

Vancouver 2010
- Torneo olimpico di hockey su ghiaccio All-Star Team: 1

Vancouver 2010
- Miglior portiere del Torneo olimpico di hockey su ghiaccio: 1

Vancouver 2010
- NCAA CCHA Tournament MVP: 2

1999-2000, 2000-2001
- NCAA CCHA Player of the Year: 1

2000-2001

## Vita privata
Il 3 settembre 2011 ha sposato con l'attrice Noureen DeWulf.